# Love (2015)
Love is een Franse erotische 3D-film uit 2015, geschreven en geregisseerd door Gaspar Noé. De film ging in première op 20 mei op het Filmfestival van Cannes buiten competitie tijdens de Séances de minuit.
De film bevat veel expliciete seks, maar draaide wel (bijvoorbeeld in Nederland) in de reguliere bioscopen.

## Verhaal
De 25-jarige Murphy vormt een gezin met zijn jonge vrouw Omi en hun peuter Gaspar. Hij houdt wel van Gaspar, maar niet meer van Omi en verlangt terug naar zijn relatie met een andere vrouw, Electra. Op de ochtend van 1 januari wordt hij gebeld door de moeder van Electra, die in een voicemailbericht meldt ongerust te zijn omdat haar dochter al een tijdje verdwenen is. Dit is extra zorgelijk omdat Electra het weleens over zelfmoord heeft gehad. Murphy gaat vroegere gezamenlijke kennissen bellen om te vragen of die iets weten. Dit roept bij Murphy veel herinneringen op.
Murphy had gedurende twee jaar een passionele liefdesrelatie met Electra waarbij ze ook drugs gebruikten. Ze hadden niet alleen seks met elkaar, maar experimenteerden ook soms met anderen erbij, en hadden ook wel elk apart seks met een ander. Dit ging met ups en downs omdat bij beiden vaak jaloezie de kop op stak. Ze hadden trioseks met Omi, die naast hen woonde. Ook gingen ze naar een seksclub, en probeerden ze trioseks met een transseksueel met borsten en een penis, wat Murphy niet beviel. Toen Murphy een keer alleen met Omi seks had, zonder dat Electra daarvan wist, scheurde het condoom en raakte Omi zwanger, waarop Electra het uitmaakte. Murphy probeerde wanhopig Electra terug te krijgen, maar dat lukte niet. Uiteindelijk ging hij met Omi verder.
Terug in het heden verzoent hij zich met zijn situatie, en omhelst Omi.

## Rolverdeling[2]
| Acteur        | Personage |
| ------------- | --------- |
| Karl Glusman  | Murphy    |
| Aomi Muyock   | Electra   |
| Klara Kristin | Omi       |

## Minimumleeftijd voor kijkers
De minimumleeftijd voor kijkers is in Frankrijk na een klacht verhoogd van 16 naar 18 jaar. In Nederland is deze 16 jaar (de hoogste grens in de Kijkwijzer). In andere landen is de grens tot nu toe (de film is nog niet overal uitgebracht) 18 jaar.

## Montage
De film springt vaak heen en weer in de tijd. Een groot deel van de film bestaat uit flashbacks, corresponderend met herinneringen van Murphy. Ook onderling zijn deze niet in chronologische volgorde.